# Comarque métropolitaine de Jaén
La Comarque Métropolitaine de Jaén est une comarque d'Espagne située dans la province de Jaén dans la communauté autonome d'Andalousie.
Elle occupe une surface 1 755,56 km2 pour une population de 226.099 habitants (selon les données de l'INE pour 2008), soit une densité de population de 128,57 hab/km2.

## Géographie
La comarque est située à l'ouest de la province.
Elle est frontalière avec :
- Au nord les comarques de Campiña de Jaén et de la Sierra Morena,
- À l'ouest la province de Cordoue,
- Au sud la comarque de la Sierra Sur,
- À l'est les comarques de la Sierra Mágina et La Loma.

### Communes
La comarque était composée traditionnellement par six communes : Fuerte del Rey, La Guardia de Jaén, Jaén, Mancha Real, Torredelcampo et Villatorres.
Depuis le 27 mars 2003, la comarque a intégré des communes de comarques limitrophes.
La comarque intègre maintenant les 16 communes suivantes :
| - Fuensanta De Martos - Fuerte del Rey - Higuera De Calatrava - Jaén - Jamilena - La Guardia de Jaén - Los Villares - Mancha Real | - Martos - Mengíbar - Porcuna - Santiago de Calatrava - Torredelcampo - Torredonjimeno - Villardompardo - Villatorres |